# 部長
部長 （ぶちょう） は、部と呼ばれる組織の長のこと。
部と呼ばれる組織の名称が学校や地域社会等におけるクラブ活動団体から、官公庁、企業その他社会団体の組織内におかれる大小の組織単位まで、様々に使われるのに対応して、部長の地位もまた様々である。
日本では、官公庁や企業等の組織内に置かれる部は、一般に課、グループ、室などの下位の組織を束ねているものが多くを占め、官公庁・企業の部長というと、組織内で相当に大きな権限を有する役職として敬意を払われることが多い。部長のポストは国家機関ではノンキャリアの職員がたどり着くことのできる中で最高位であったり、地方公共団体では三役を除いた中で最高位であったり、大企業では役員昇進の一歩手前であったり、中小企業では経営者一族を除いた中でのトップ格であったりするので、組織の大小に関わらず、組織内での威信や社会的評価の高い役職であると目される。以下、本項では特に断りのない限り、日本における部長について述べる。

## 国の機関における部長
国の行政機関では、部は局よりも小さい単位として置かれることがほとんどである。中央省庁においては、部は必置ではなく、本省の官房・局の中で複数の分担する事務の近い課をまとめた単位や、外局の組織単位として用いられる。
本省や外局の部長は通例指定職であり、給与の格は局長級より下（指定職俸給表3号以下）であるが、局長と並んで省内の最高意志決定会議体である省議の出席者とされる。多くはキャリアである。省によっては局長級以上の職が事務官で占められ、部長が技官の最高ポストであるものも見られる。
また、地方支分部局の中でも局を組織名とする規模の大きいものは、局長の下に部と部長が置かれている。通例、地方支分部局の部の部長は、本省の課長級または室長級である。その他の出先機関でも、本省課長級・室長級のポストとして部長を置くものがみられる。また警察署や税務署などでは部が設置されていないが、一定規模以上の署においては地方支分部局の出先機関の部長級（地方支分部局の課長級・室長級）に近似する職として副署長が1名～数名設置されている。
国家機関では局長級より下のポストであるが、内閣法制局や、国会事務局（議院事務局、議院法制局、国会図書館）などが例外としてある。これらの国家機関は、省に準じる機関であるが、省における局に相当する組織の単位を部としている。従って、内閣法制局や国会における部長は、実際には省における局長級のポストである。かつての大日本帝国陸海軍における参謀本部・軍令部においても作戦部・情報部などの「部長」は、少将クラスのポストで陸軍省・海軍省における「局長」に相当した（参謀本部・軍令部の長は総長）。
裁判所構成法時代には、地方裁判所以上の裁判所の各裁判部に部長が置かれていた。裁判所法施行以降は、下級裁判所事務処理規則において、「部に属する裁判官のうち一人は、部の事務を総括する。」ものとされ、「部の事務を総括する裁判官」（あるいは「部総括裁判官」、通称として「部長」）と呼称されている。高等裁判所以下の裁判所においては、この部総括裁判官が、合議体において、通常は裁判長を務める。

## 地方公共団体における部長
地方公共団体では、局・部・課の三層の組織とするもの、これとは部と局の上下が反転して部・局・課の三層とするもの、課の上は部のみとするもの、課の上位にある組織として局と称するものと部と称するものが混在するものなどが見られ、各地方公共団体の経緯や事情によって様々である。そのため、部長の地位についても地方公共団体ごとに異なる。
また、地方公共団体によっては部長と同格の幹部であるが、担当する部を持たないポストを「担当部長」と呼称して特定の重要事務を分掌させているものがある。
部長は一部の都道府県や大都市を除く多くの地方公共団体では、行政組織上、首長直属の組織単位の長であり、特別職を除いた職員の中で最高位にある。ほとんどの場合、こうした地位に到達できるのは、地方公共団体の生え抜きのベテランか、国や県から出向してきた比較的年齢の若いキャリアだけである。

## 都道府県警察本部・東京消防庁における部長
都道府県警察本部及び東京消防庁において、部長職は本部長を補佐する幹部として位置づけられている。警察における幹部の序列は、警視庁はトップの警視総監に次いで副総監がおり(大阪府以外の道府県警察本部においては本部長に次いで警務部長、大阪府のみ本部長に次いで副本部長)、警視監の本部部長、警視長の本部部長・方面本部長等、警視正の本部部長等がそれに続く。東京消防庁では消防総監の次席として消防司監の階級に相当する次長がおり、その下に消防正監の階級に相当する各部長、方面本部長が続く。
なお、巡査部長のことを部長と略すこともあるが、あくまでも階級の一つ（最下級である巡査の一つ上）であってこの項目でいう職責としての部長ではない。刑務所における看守部長も、下から二番目の階級で職責としての部長、課長、係長より下位である。

### 警視庁・警察本部・東京消防庁部長表彰
警察・消防における部長表彰は総監表彰に至らない職員(警察官・消防吏員)・団員・市民の功労に対し授与するものとされ、それぞれの機関が定める表彰取扱規程に則り授与・贈呈される。警察においては方面本部長表彰に準じ、消防においては方面本部長表彰よりも上位の表彰とされる。
なお、東京消防庁の部長表彰を受けた特別区消防団員については、第15号表彰歴章を佩用することが出来、複数回受彰した者は第15号表彰歴章に、クリスタルのダイヤ型を入れたものを佩用することが出来る。

## 民間における部長
民間企業の部は、課その他の複数の下位組織を束ねた組織単位として置かれることが多く、取締役会の直下、そのひとつ下の層を構成する（複数分野の事業を行うような大企業では、部の上に事業部、本部などの組織を置いている場合もある）。従って、その長である部長は一般的に相当上位の管理職である。また、企業の中でも重要度の高い部門を統括する部の部長には取締役や執行役員が充てられて兼務することもある。
部下は、部長の権限を代行する部長代理や副部長が置かれ、課長等以下の下位組織（いわゆるライン）があるほか、ラインに所属せず（あるいは課等が存在せず）部本体に所属する部員等（いわゆるスタッフ）もいる。「部付」「部長付」も部本体の所属という意味だが、実際上は閑職、待機中といったニュアンスを伴うことが少なくない。部長のほかに、「部付の部長」を置いている場合もある。これは、課以下のラインを指揮する部長とは別に、部長に準じる職位で、部本体のスタッフの長と位置付けられる。肩書上「○○部　部長」としてラインである「○○部長」と区別したり、「部付部長」、「部長待遇｣、「専任部長」、「専門部長」、「担当部長」などと称する場合もある。「◯◯課　担当部長」などとされ、課付であるにもかかわらず課長の上役として事務を掌握する場合もある。
こうした部付部長・専門部長や部長代理・副部長等のポストは、元来は、部長級の役職でしか処理できない特定の重要事項にあたらせるために生じたものである。だが今日では、年功序列の上で部長現任者に次ぐ者にそれ相応の処遇を与える方法としてポストが用意されるのが常であり、本来的に必要なポストのみでは不足するため、これら準部長級ポストを便法として設けているケースがむしろ常態であると思われる。管理職としての一定の権限も部下のスタッフも持たない名ばかりの管理職である場合も少なくない。なお、これに類似する例は民間企業だけでなく、国家機関などでも見られる。例えば、税務署における国税庁発令（署長・副署長待遇）の特別国税調査官・徴収官などである。
なお、小規模な企業や公益法人などの中には、部長の肩書きが上述した例に当てはまらない場合も多い。ごく小規模な企業では、会社の構成員が社長、専務、常務、部長など大企業の上級幹部のような役職を名乗っていて、部下をひとりも持たない部長が社内の末端の職になっている極端な例もありうる。こうした例は部長に限らず、他の管理職名でもありうるケースである。

## クラブ活動団体における部長
「部」という名称を用いるクラブ活動団体は、小学校、中学校、高等学校、大学などの学校や、企業の社内団体など様々であり、そのリーダーを部長と呼ぶことがある。
学校では、団体名称が研究会、同好会の場合でも、そのリーダーは「部長」と呼ばれることがある。
部員の代表者が部長と呼ばれるのは主に文化部である。体育部の場合、部員の代表者は主将（キャプテン）と呼ばれることが多く、この場合、部長は顧問の教員である。さらにそれとは別に監督やコーチが置かれることが通例で、こちらは教員ではない場合がある。

## 日本以外の国の機関における役職の訳語として用いられる部長
日本以外の国の官公庁や企業については、英語で Department などの呼称で呼ばれる組織単位を日本語では部と訳し、その長（Director等）を「部長」と呼ぶことが多い。
なお、大韓民国（韓国）、朝鮮民主主義人民共和国（北朝鮮）、中華人民共和国（中国大陸）、中華民国（台湾）では、日本の省にあたる行政機関を「部」というが、部の長を韓国では「何某部長官」、北朝鮮と中国と台湾では「何某部長」と呼称する。韓国を除く各国（地域）の部長はいずれも日本のマスコミ等では「中国外相」というように「相」を用いるケースがみられ、日本語で部長と呼ぶことはそれほど多くない。
日本以外の国の軍隊における「海軍において陸軍の参謀総長に相当するポスト」をあらわす際に「作戦部長」と呼ぶことがある。たとえばアメリカ海軍作戦部長がその例。

## 公務員の階級としての部長
消防団、水防団の階級のひとつ。消防団員及び水防団員の階級としてはともに階級第5位にあり、副分団長の下位、班長の上位にあたる。分団の下部組織である部の責任者であり分団長の命令を受けて部下の班長、団員を指揮する。また、警察官における巡査部長、刑務官における看守部長は、最下級から2番目にあたる主任クラスであり、職名としての部長とは大きな隔たり(たとえば警視庁本部の部長はここからさらに5～6階級上の警視長、警視監にあたる）がある。